# LKAB
LKAB (Luossavaara-Kiirunavaara Aktiebolag) ist ein schwedisches Bergbauunternehmen mit Sitz in Luleå, das sich zu 100 % im Besitz des schwedischen Staates befindet. Das Unternehmen betreibt unter anderem das weltgrößte Eisenerzbergwerk in Kiruna.

## Geschichte
Zwei Jahre vor der Gründung der LKAB fuhr der erste Erzzug aus dem Malmberget in Gällivare nach Luleå zum neu errichteten Erzhafen Svartön. 1899 wurde dann die Strecke von Gällivare nach Kiruna eröffnet und 1902 die gesamte Strecke bis ins norwegische Narvik. 
Seitdem kann die LKAB das Eisenerz vom eisfreien Hafen Narvik ganzjährig verschiffen.
1898 wurde Hjalmar Lundbohm Generaldirektor von LKAB. Der Geologe gilt als Gründer der Stadt Kiruna und bis zu seiner Pensionierung 1920 als Schlüsselperson der positiven Entwicklung des Unternehmens und der Region. 1903 übernahm das Unternehmen Trafikaktiebolaget Grängesberg-Oxelösund (TGO) die AB Gellivare Malmfält (AGM) gemeinsam mit deren Tochtergesellschaft LKAB. Vier Jahre später stieg der Staat in das Unternehmen ein, indem er alle Vorzugsaktien der LKAB kaufte. 1954 ließ LKAB in Malmberget die erste Pelletsfabrik Europas bauen. 1957 übernahm der Staat LKAB mit 96 %; die restlichen 4 % blieben bei der TGO. LKAB ist seit 1976 zu 100 % in staatlicher Hand.
1961 öffnete die LKAB den Tagebau Leväniemi im Erzfeld von Svappavaara, der 1983 wegen Absatzproblemen wieder geschlossen wurde; anschließend lief er mit Wasser voll. 2012 beabsichtigte LKAB ihn nach Erlangen der Umweltgenehmigungen zu sümpfen um ihn wieder in Betrieb nehmen, im Oktober 2015 war er seit einer unbekannten Zeit wieder in Betrieb. 1968 öffnete die LKAB in Svappavaara ein Pelletwerk.
Im Januar 2023 gab LKAB den größten Fund eines europäischen Vorkommens seltener Erden in Schweden bekannt.
Die Größe des Vorkommens wird auf 1,7 Mio. Tonnen Selten-Erd-Oxid geschätzt. Januar 2025 wurde mit dem Bau einer Demonstrationsanlage zur Prozessierung der Elemente der Seltenen Erden begonnen.

## Tochtergesellschaften und Beteiligungen
LKAB besitzt sieben schwedische Tochtergesellschaften:
- LKAB Berg & Betong[13], u. a. Schwedens größter Spritzbeton-Produzent
- LKAB Fastigheter[14], Wohnungsbaugesellschaft
- LKAB Kimit[15], Sprengstoffherstellung und -handel
- LKAB Malmtrafik, Bahngesellschaft für die Bahnstrecke Luleå–Narvik
- LKAB Mekaniska, Maschinenbau
- LKAB Minerals, Mineralverarbeitung
- LKAB Wassara, Bohrgerätehersteller

LKAB ist auch an dem schwedischen Stahlkonzern SSAB beteiligt.

## Bergwerke

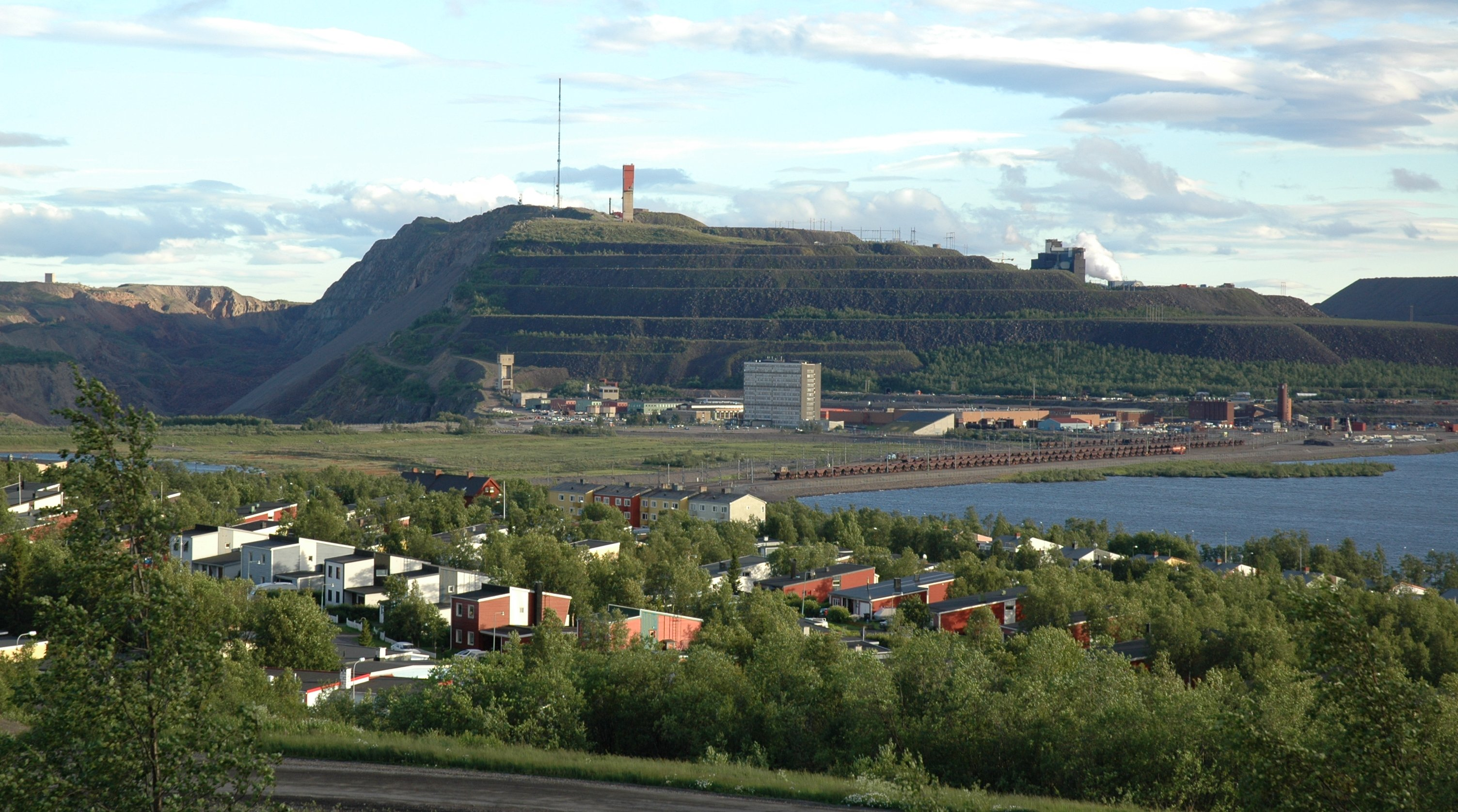
Der Erzberg Kiirunavaara mit Wetterschacht der Grube und LKAB-Verwaltungsgebäude im Vordergrund

Das wichtigste und größte Bergwerk der LKAB ist die Eisenerzgrube Kiruna, sie gilt als weltgrößtes Eisenerz-Bergwerk.
Ein weiteres Eisenerzbergwerk befindet sich in Malmberget. Es erschließt 20 (Teil-)Lagerstätten und ist das zweitgrößte untertägige Eisenerzbergwerk weltweit. 2013 wurde eine neue Hauptfördersohle in 1250 Meter Teufe aufgefahren und damit der Bergbau für 20 bis 30 Jahre an diesem Standort gesichert.
Der dritte große Standort ist der Tagebau Gruvberget im Erzfeld Svappavaara. Die Förderung des Tagebaus Gruvberget wurde für das Jahr 2017 – gemeinsam mit den sich in der Nähe befindlichen geplanten Tagebauen Leveäniemi und Mertainen – auf etwa 25 % der Gesamteisenerzförderung der LKAB prognostiziert.[veraltet]
In den Bergwerken der LKAB sind insgesamt 1000 Kilometer Straßen verbaut.